# Jorge Molina Cano
Jorge Molina Cano (Medellín, Colombia 1898 — Barrancabermeja, Santander 13 de noviembre de 1927) fue un compositor colombiano. Legó obras inmortales a la cultura colombiana como el pasillo «Las Acacias» y el bambuco «Dolor sin nombre». 
Era sobrino de don Fidel Cano, fundador del diario El Espectador de Bogotá. Su madre, María Cano, era hermana de este periodista. Su muerte ocurrió en medio del mayor abandono y pobreza.

## Biografía
Fue un institutor, egresado de la Normal de Varones de Medellín, pero a temprana edad, y para buscar inspiración, se fue a países centroamericanos con su tiple, y al regresar a Colombia, en el año 1920, se desempeña como profesor en el Gimnasio Moderno de Bogotá, pero no dura en esta asignación, por su adicción al alcohol y a su vida bohemia nocturna.
Virtuoso del tiple, autodidacta, de su inspiración es «Las Acacias», pasillo canción cuya popularidad ha trascendido las más diversas épocas, dada a conocer en 1916, sobre textos del poeta español Vicente Medina Tomás. De Molina Cano es igualmente «La Rueca», conocida también como «El Trapiche» o «Dolor sin nombre» y su letra es del antioqueño de seudónimo Tartarín Moreira.
Totalmente atrapado por el alcoholismo decide radicarse en Barrancabermeja, en busca de un ambiente alejado de la bohemia capitalina, que le permitiera regenerarse. Muere este genio del folclor colombiano, en estado de lamentable y total pobreza, a la edad de 29 años.

## Obra
«Las Acacias», es una leyenda dentro del folclor andino colombiano, esta canción merece una página en la historia musical de Colombia, y por consiguiente, el nombre de su compositor Jorge Molina Cano. Dada su vida bohemia, poco se escribió sobre él, por los que le conocieron, y ha llegado a las generaciones posteriores, el legado musical de este compositor. «Las Acacias», en ocasiones ha sido marginada, porque la letra está basada sobre textos del poeta español Vicente Medina Tomás; pero el espíritu de esta canción, es decir su melodía, es de su autoría.
| Las Acacias (Relato de una casa abandonada) Ya no vive nadie en ella y a la orilla del camino silenciosa está la casa... Se diría que sus puertas las cerraron para siempre que cerraron para siempre sus ventanas. Los que fueron la alegría y el calor de aquella casa se marcharon unos muertos y otros vivos que tenían muerta el alma. Gime el viento en los aleros desmorónanse las tapias y en sus puertas cabecean combatidas por el viento las acacias combatidas por el viento las acacias. Dolorido... fatigado de este viaje de la vida he pasado por las puertas de mi estancia y una historia me contaron las acacias: Todo ha muerto: la alegría y el bullicio los que fueron la alegría y el calor de aquella casa se marcharon unos muertos y otros vivos que tenían muerta el alma se marcharon para siempre de la casa... —Vicente Medina |